# Pompernikkel

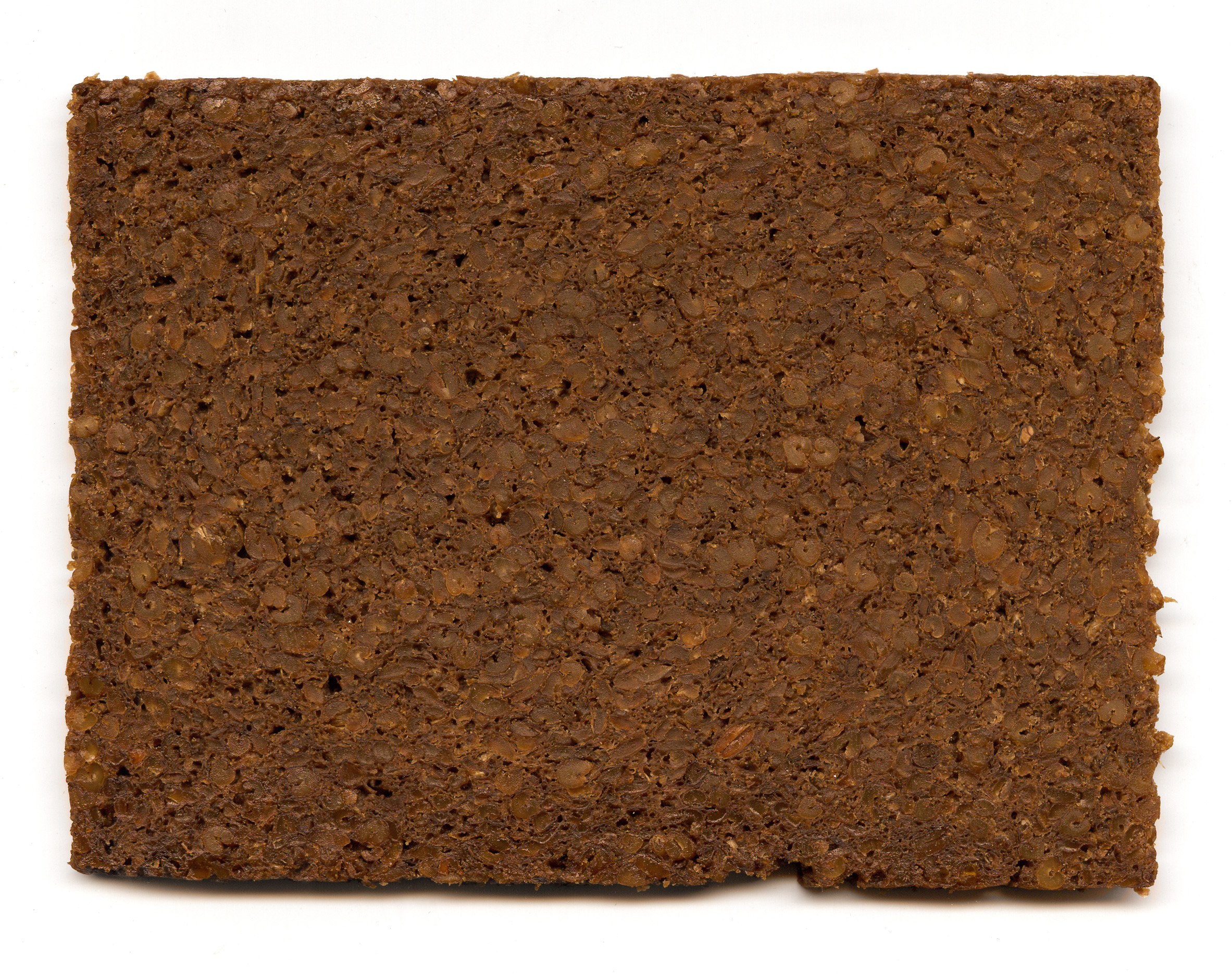
Traditionele pompernikkel bereid uit rogge, water en zout, zonder andere toevoegingen.

Pompernikkel (Duits: Pumpernickel) is een zwart of donkerbruin roggebrood met bitterzoete smaak, afkomstig uit Westfalen.

## Beschermde geografische aanduiding
"Westfälischer Pumpernickel" is een beschermde geografische aanduiding in de Europese Unie sedert 7 november 2014. Het productiegebied omvat het gebied van Westfalen-Lippe, met uitzondering van het district Lippe. Traditioneel is het een volkorenbrood zonder korst, dat voor minstens 90% uit grof gemalen roggemeel of volkorenrogge bestaat. Het is zwaarder en compacter dan tarwebrood. Het wordt gedurende minstens 16 uur gebakken. Deze erg lange baktijd laat toe dat het zetmeel in het graan ontbindt in suikers die karamellisatie ondergaan. De donkere kleur van het brood is dan het gevolg van de Maillardreactie die optreedt tijdens het bakproces.
Het brood is, in krimpfolie verpakt, meerdere maanden houdbaar; in blik zelfs tot twee jaar.